# La Campana, San Luis Potosí
La Campana är en ort i Mexiko.   Den ligger i kommunen Mexquitic de Carmona och delstaten San Luis Potosí, i den centrala delen av landet, 400 km nordväst om huvudstaden Mexico City. La Campana ligger 2 025 meter över havet och antalet invånare är 683.
Terrängen runt La Campana är kuperad åt sydväst, men åt nordost är den platt. Runt La Campana är det tätbefolkat, med 308 invånare per kvadratkilometer. Närmaste större samhälle är San Luis Potosí, 15,2 km sydost om La Campana. Omgivningarna runt La Campana är i huvudsak ett öppet busklandskap.